# Operace Vidkun
Operace Vidkun je česká trestní kauza zahájená 13. října 2015 policejním zásahem v Olomouckém kraji a v Praze. Případ vycházel z odposlechů zachycujících schůzky aktérů kauzy v kavárnách a restauracích, z kuřárny olomouckého pracoviště GIBS a z kanceláře v budově krajského policejního ředitelství, kde si aktéři předávali pokyny či informace z trestních řízení. Jen od července 2014 do září 2015 měl náměstek policejního ředitele Kadlec s podnikatelem Kyselým nejméně 45 schůzek, na kterých řešili jak trestní kauzy, tak obsazení vysokých policejních funkcí.

Vyšetřující detektivové z ÚOOZ operaci pojmenovali podle norského vlastizrádce Vidkuna Quislinga, neboť se jednalo o vyšetřování policistů pro podezřelých z trestné činnosti, kterou se měli zpronevěřit svému poslání a tak vlastně „zradit“ policii. Následně byli obviněni čtyři lidé z Olomouckého kraje:
- Karel Kadlec, náměstek ředitele policie Olomouckého kraje,
- Radek Petrůj, šéf Odboru hospodářské kriminality policie Olomouckého kraje,
- Ivan Kyselý, vlivný olomoucký podnikatel a blízký přítel Ivana Langera,
- Jiří Rozbořil, hejtman Olomouckého kraje za ČSSD.[4]

## Další vývoj
- 2016 - Část vedení ÚOOZ odešlo do civilu[5] k 30. červnu 2016.[6] ÚOOZ pak byl k 1. srpnu 2016 sloučen do Národní centrály proti organizovanému zločinu (NCOZ).
- 2022 - Bývalý šéf krajské hospodářské kriminálky Radek Petrůj byl v kauze očištěn. Soud v jeho případě konstatoval, že postupoval zákonně, jednal jako podřízený vůči svému nadřízenému Karlu Kadlecovi. Petrůj se tak může vrátit zpět k policii a doplacena mu bude také mzda. U zbývajících tří obžalovaných, Kadlece, podnikatele Ivana Kyselého a bývalého hejtmana Jiřího Rozbořila (ČSSD), byly vyneseny nepravomocné rozsudky a podána odvolání.[7]
- 2023 - Rozhodnutí Krajského soudu v Olomouci bylo následně zrušeno Vrchním soudem v Olomouci, neboť krajský soud měl rozhodnout předčasně.[8] V říjnu Krajský soud v Olomouci uznal obviněné vinnými a zpřísnil jim původně tresty následovně:[9]
  - Karel Kadlec - za vynášení informací z trestních spisů v devíti kauzách, vinen z pokus o zneužití pravomoci úřední osoby, odsouzen 3 roky s podmíněným odkladem na 5 let, k peněžitému trestu 438 tisíc Kč a k zákazu činnost na 5 let
  - Jiří Rozbořil - za podplácení a za účastenství ve formě pomoci zločinu zneužití pravomoci odsouzen ke 2 letům s podmíněným odkladem na 3,5 roku, peněžitý trest 182 tisíc Kč
  - Ivan Kyselý - za pokus účastenství ve formě organizátorství zneužití pravomoci úřední osoby odsouzen 3 roky s podmíněným odkladem na 4 roky, peněžitý trest 346 tisíc korun
- 2024 - K trestu odnětí svobody ve výši 3,5 roku byl odsouzen bývalý policista Karel Kadlec.[10]